# دوغلاس سي-124 غلوب ماستر الثانية
دوغلاس سي-124 غلوب ماستر الثانية (بالإنجليزية: C-124 Globemaster II)‏، تلقب ب"شاكي العجوز"، هي طائرة شحن ثقيلة صنعت بواسطة شركة دوغلاس للطائرات.
كانت السي-124 هي طائرة الشحن الثقيل الأساسية للقوات الجوية الأمريكية طوال فترة الخمسينات والستينات حتى دخول السي-141 الخدمة. ظلت في الاحتياط في القوات الجوية وفي الخدمة في القوات الجوية للحرس الوطني لأمريكي حتى عام 1974.

## التطوير
طورت السي-124 بين عامي 1947 و1949 بواسطة شركة دوغلاس للطائرات من نموذج أولي صنع من طائرة مصممة في الحرب العالمية الثانية هي الدوغلاس سي-74 غلوب ماستر والتي صممت طبقا للدروس المستفادة خلال حصار برلين. كان للطائرة أربع محركات من طراز برات أند ويتني أر-4360 يصدر كلا منهم 3.800 حصان (2,800 كيلو واط). كان للسي-124 القدرة على حمل 31,000 كجم من الشحنات. كانت تستطيع حمل الدبابات والمدافع والمعدات الثقيلة الأخرى. أو في حالة نقل الجنود كانت تستطيع حمل 200 جندي بكامل عدتهم أو 127 مريضا بمرافقيهم. كانت السي-124 الطائرة الوحيدة التي تستطيع حمل المعدات الثقيلة كالدبابات والجرافات بدون أن يتم تفكيكهم مسبقا.
طارت السي-124 لأول مرة في 27 نوفمبر 1949. تم تسليم أول طائرة سي-124 إيه في مايو 1950. تلتها السي-124 سي والتي تضمنت محركات أكثر قوة وراداراً جويا مثبتا في أنف الطائرة وعدة تعديلات أخرى أضيفت فيما بعد للسي-124 إيه أيضا.

## التاريخ القتالي
بدأ تسليم أولى الوحدات في شهر مايو 1950 واستمر حتى 1955. شاركت السي-124 في حرب كوريا كما شاعتدت في مهمات استكشاف القارة القطبية المتجمدة عبر نقل المواد والمعدات. قامت السي-124 بعمليات الشحن الثقيل للقوات الأمريكية في جميع أنحاء العالم با فيها رحلات لجنوب شرق أسيا وأفريقيا وغيرهم. بين عامي 1959 و1961 قامت الطائرات بنقل صواريخ "ثور الباليستية عبر المحيط الأطلنطي إلى بريطانيا.
استخدمت السي-124 بكثافة خلال حرب فييتنام في نقل المواد والمعدات من الولايات المتحدة إلى فييتنام. حتى ظهور السي-5 إيه، كانت السي-124 الطائرة الوحيدة القادرة على حمل شحنات كبيرة جدا.
كان من ضمن مهام السي-124 أيضا هو نقل الرؤوس النووية بين القواعد الجوية المختلفة. كما شاركت في نقل الأفراد والمعدات خلال المناورات العسكرية. خرجت أخر الطائرات من الخدمة في سبتمبر 1974.

## معرض صور

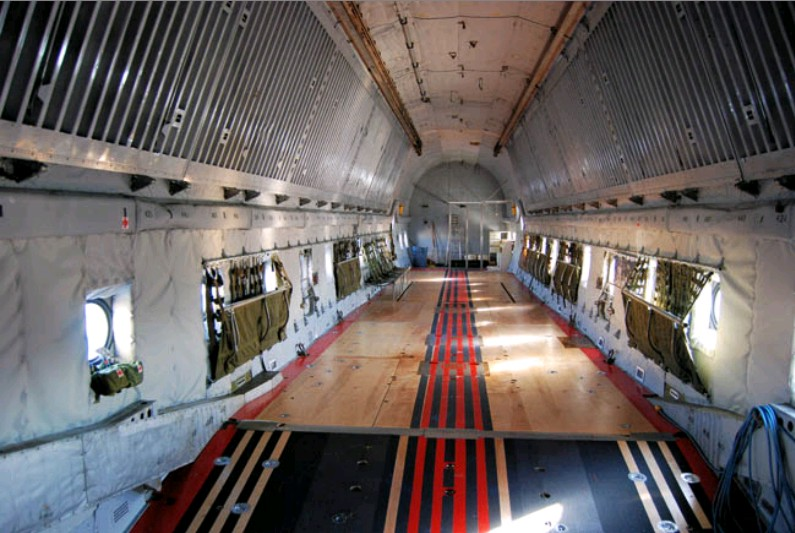
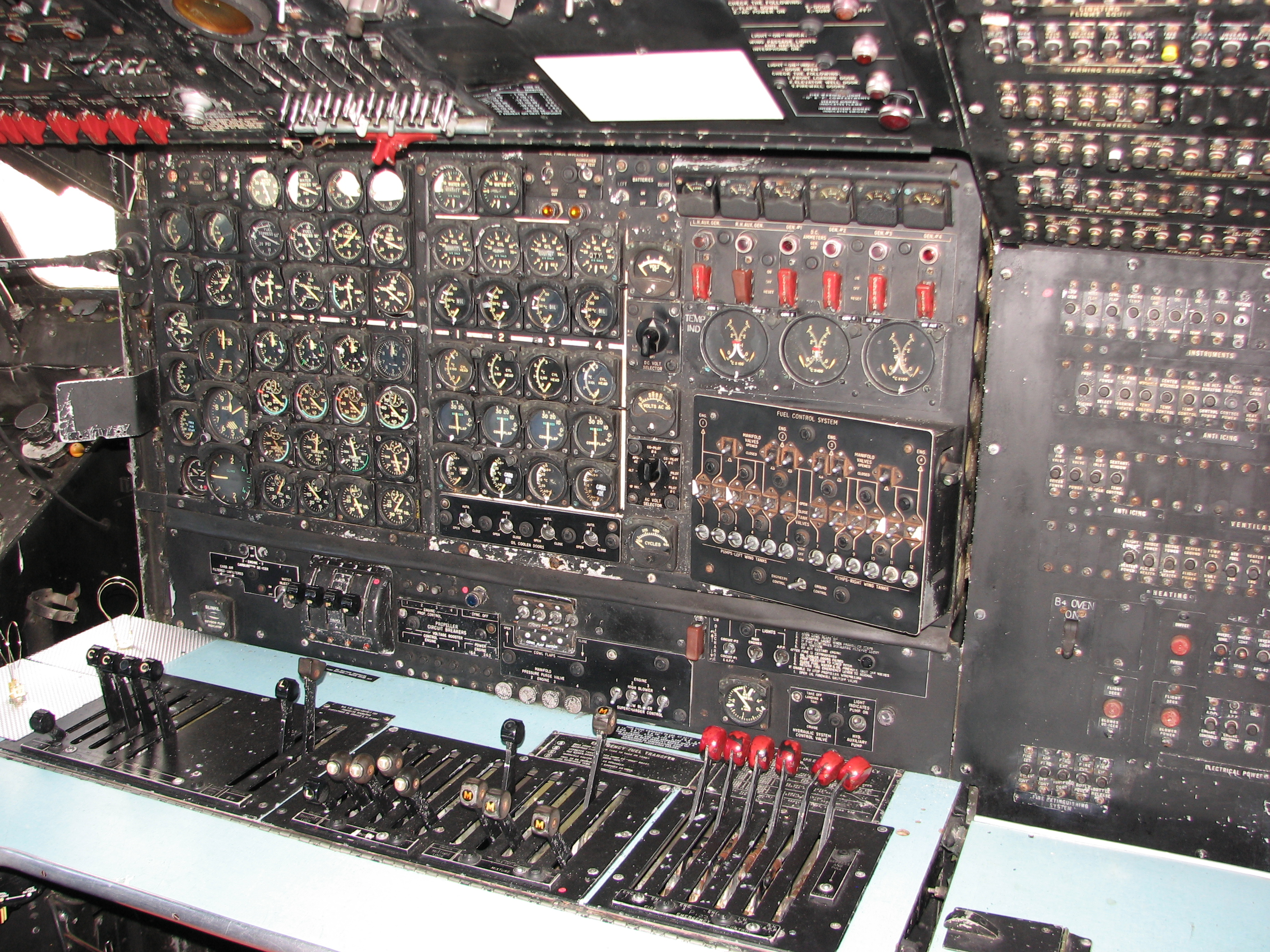
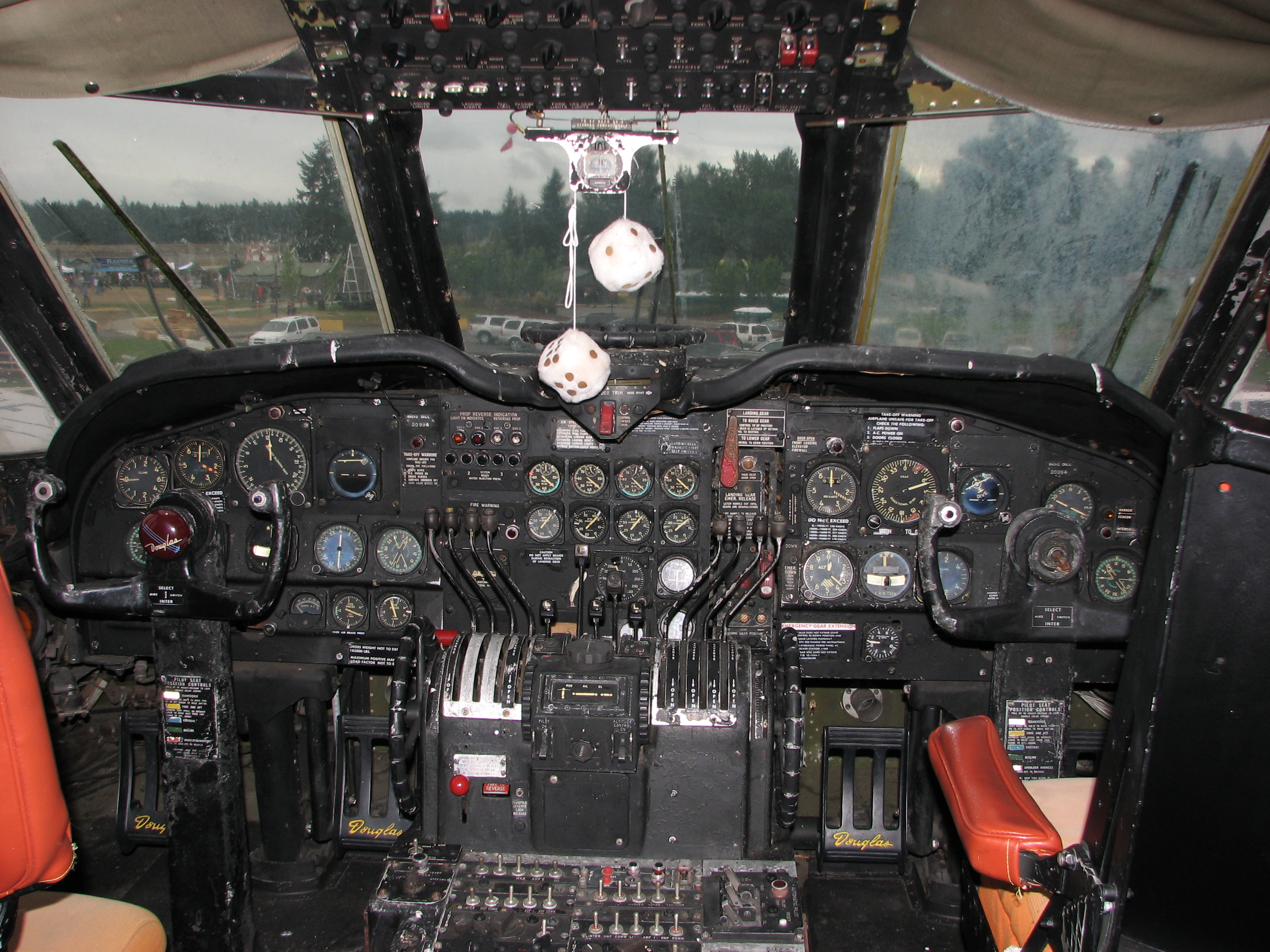